# Johannesberg (Gemeinde Asperhofen)
Johannesberg ist eine Ortschaft und Katastralgemeinde der Marktgemeinde Asperhofen in Niederösterreich. Die Ortschaft hat 49 Einwohner (1. Jänner 2024). Bis Ende 1971 war Johannesberg eine eigenständige Gemeinde.

## Geografie
Das Haufendorf 4 Kilometer südöstlich von Asperhofen wird von den Landesstraßen L2247 und L2243 erschlossen. Der Ort besteht aus mehreren Gehöften und an der Südseite aus Einfamilienhäusern.

## Geschichte
Im Franziszeischen Kataster von 1821 ist Johannesberg mit mehreren Gehöften rund um die Kirche verzeichnet.
Laut Adressbuch von Österreich waren im Jahr 1938 in der Ortsgemeinde Johannesberg ein Fleischer, ein Gastwirt, ein Gemischtwarenhändler und ein Landwirt mit Direktvertrieb ansässig.
Mit 1. Jänner 1972 wurden im Zuge der Niederösterreichischen Kommunalstrukturverbesserung die bis dahin selbständigen Gemeinden Grabensee und Johannesberg nach Asperhofen eingemeindet.

## Kultur und Sehenswürdigkeiten

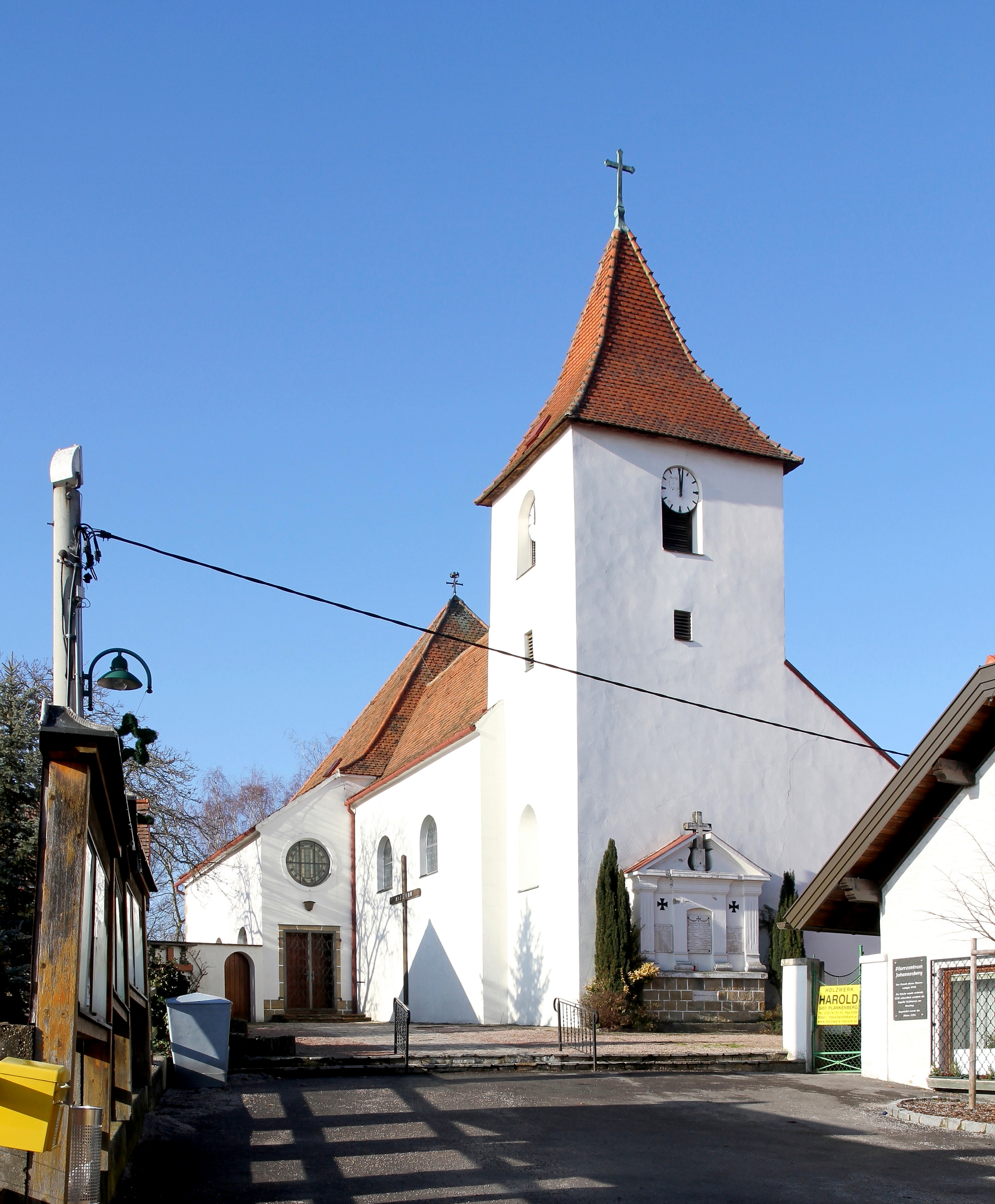
Pfarrkirche Johannesberg

- Katholische Pfarrkirche Johannesberg hl. Johannes der Täufer: Chorturmkirche mit romanischem Kern ist weithin sichtbar. Langhaus und Sakristei wurden nach dem Zweiten Weltkrieg nach Plänen der Architektin Martha Bolldorf-Reitstätter errichtet.[5] Die beim Umbau beibehaltenen romanischen Teile wurden als Chor adaptiert. Der Hochaltar enthält barocke und neobarocke Teile, darunter barocke Reliefs der Geburt und der Kreuzigung Christi aus der ehemaligen Pfarrkirche von Neulengbach. Die Orgel, 1879 von Matthias Mauracher gebaut, wurde 1956 aus der Pfarrkirche Ulmerfeld nach Johannesberg übertragen.[6]

## Öffentliche Einrichtungen
In Johannesberg befindet sich ein Kindergarten.